# کیمبل (مینه‌سوتا)
کیمبل، مینه‌سوتا (به انگلیسی: Kimball, Minnesota) یک شهر در ایالات متحده آمریکا است که در شهرستان استیرنز، مینه‌سوتا واقع شده‌است.

## خصوصیات
کیمبل ۳٫۹۱ کیلومترمربع مساحت و ۷۶۲ نفر جمعیت دارد و ۳۵۴ متر بالاتر از سطح دریا واقع شده‌است.